# Slatina (okręg Suczawa)
Slatina – wieś w Rumunii, w okręgu Suczawa, w gminie Slatina. W 2011 roku liczyła 1325 mieszkańców. Jest położona na południe od Suczawy.
We wsi znajduje się obronny monastyr z cerkwią pod wezwaniem Przemienienia Pańskiego, zbudowany w połowie XVI w. z fundacji hospodara mołdawskiego Aleksandra Lăpușneanu.